# Lallemandana spinifera
Lallemandana spinifera är en insektsart som beskrevs av Metcalf 1954. Lallemandana spinifera ingår i släktet Lallemandana och familjen spottstritar. Inga underarter finns listade i Catalogue of Life.